# أكاديمية العلوم في غوتينغن
أكاديمية العلوم في غوتينغن (بالألمانية: Akademie der Wissenschaften zu Göttingen) هي أكاديمية علومية، و قد تم تأسسيسها في عام 1750، في ألمانيا، غوتينغن، وهي عضوة في Union of German Academies of Sciences and Humanities ‏.